# 효동
효동(孝洞)은 대전광역시 동구에 속한 법정동 및 행정동이다. 주거 밀집지역으로 가오지구와 천동 휴먼시아 아파트 입주로 인한 지속적인 인구 증가로 동구 관내에서 가장 인구가 많은 행정동이며, 천동 2지구 주거환경개선사업의 활발한 추진과 동구 신청사 건립으로 동남부권 최고의 신흥 중심 도시로 급부상하고 있다.

## 연혁
- 백제 우술군
- 신라 비풍군
- 고려 초기 회덕현
- 1018년 고려 현종 9년 공주부
- 조선 태종 13년 공주군 산내면
- 1895년 조선 고종 32년 회덕군 산내면
- 1914년 행정구역 개혁 때에 장대리와 외남면 정포리 일부를 병합하여 대전군 외남면 외천리가 됨
- 1946년 일제식 동명 변경에 따라 이웃인 본정2정목이 인동이므로, '인효(仁孝)'의 지역이라 하여 효동(孝洞)이라고 고쳤다. 그 후 대전시 동구에 속하고 1989년 대전시가 직할시로 승격함에 따라 대전직할시 동구 효동이 되었으며 현재는 대전광역시 동구 효동이 되었다.[2]
- 2012년 동구청사를 가오동으로 이전하였다.

## 행정동
- 효동(孝洞)
- 천동(泉洞)
- 가오동(加午洞)

## 주요 시설
- 대전국악방송 (효동)[3]
- 대전광역시 동구청 (가오동)
- 동구보건소 (가오동)
- 동구문화원 (가오동)

## 상업시설
- 패션아일랜드
- 홈플러스 대전가오점
- CGV 대전가오

## 주거
| 단지명                      | 건설사       | 시행사           | 주소               | 주소   | 입주        | 비고                                      |
| --------------------------- | ------------ | ---------------- | ------------------ | ------ | ----------- | ----------------------------------------- |
| 효동 현대아파트             | 현대산업개발 | 현대산업개발     | 대전로 646         | 효동   | 1999년 7월  |                                           |
| 은어송마을 3단지 아이파크   | 현대산업개발 | 현대산업개발     | 은어송로 117       | 가오동 | 2006년 7월  |                                           |
| 은어송마을 5단지 우미린     | ㈜우미토건   | ㈜우미종합건설   | 은어송로 100       | 가오동 | 2007년 2월  |                                           |
| 은어송마을 1단지 풍림아이원 | 풍림산업     | 명성씨엔아이㈜   | 동구청로 67        | 가오동 | 2007년 6월  |                                           |
| 은어송마을 6단지 풍림아이원 | 풍림산업     | 풍림산업㈜       | 신기로 100         | 가오동 | 2007년 10월 |                                           |
| 은어송마을 4단지 주공       | ㈜대동건설   | 대한주택공사     | 은어송로 116       | 가오동 | 2007년 8월  | 국민임대                                  |
| 천동 휴먼시아 1단지         | 계룡건설산업 | 대한주택공사     | 대전로542번길 78   | 천동   | 2008년 11월 | 국민임대                                  |
| 천동 휴먼시아 2단지         | 신동아건설   | 대한주택공사     | 대전로542번길 78-1 | 천동   | 2008년 11월 | 천동1지구 주거환경개선사업 (1단지와 동일) |
| 천동 위드힐                 | 이수건설     | 한국토지주택공사 | 대전로542번길 121  | 천동   | 2013년 6월  | 천동2지구 주거환경개선사업                |

## 교육
- 대전가오초등학교
- 대전천동초등학교
- 대전가오중학교
- 대전가오고등학교